# Chalchihuitán
Chalchihuitán es una población del estado mexicano de Chiapas. Se encuentra en la región de los Altos de Chiapas y es cabecera del municipio de Chalchihuitán.

## Toponimia
El nombre de Chalchihuitán viene del náhuatl y quiere decir: "Lugar donde abundan los chalchihuites", (en náhuatl chalchihuitl=jade).

## Población
De acuerdo a los resultados del Censo de Población y Vivienda de 2020 realizado por el Instituto Nacional de Estadística y Geografía, la población total de Chalchihuitán es de 1976 habitantes, lo que representa un crecimiento promedio de 6,6 % anual en el período 2010-2020 sobre la base de los 1054 habitantes registrados en el censo anterior. Al año 2020 la densidad de la localidad era de 5517 hab/km².
| Gráfica de evolución demográfica de Chalchihuitán entre 2000 y 2020 |
|                                                                     |
| Fuente: Instituto Nacional de Estadística Geografía e Informática   |

El 49.8% de los habitantes (984 personas) eran hombres y el 50.2% (992 personas) eran mujeres. El 81.9% de los habitantes mayores de 15 años (920 personas) estaba alfabetizado.
El 99.14% de los habitantes de Chalchihuitán se reconoce como indígena.

## Historia
En épocas anteriores a la conquista española, el municipio era ocupado por la nación Tzotzil. En 1486, las tropas aztecas al mando de Tiltototl arribaron a la región. En 1549, llegaron los frailes dominicos y le antepusieron a Chalchihuitán el nombre de San Pablo. En esa época el pueblo estaba formado por una sola parcialidad de nombre Cihualtepec. En 1605, la población de Santa Catarina Pantelhó se trasladó temporalmente a San Pablo Chalchihuitán. Los habitantes del municipio participaron activamente en las sublevaciones indígenas de 1712 y de 1869. El 13 de febrero de 1934, siendo Gobernador del Estado el coronel Victórico R. Grajales, se modificó la denominación del pueblo San Pablo Chalchihuitán por Chalchihuitán. El 23 de febrero de 1944, fue elevado a la categoría de municipio de segunda.

## Fiestas
La celebración más importante es la de San Pablo.